# Душин Богдан Євгенович
Богдан Євгенович Душин (нар. 22 серпня 1996) — український футболіст, півзахисник клубу «Суми».

## Клубна кар'єра
Футбольний шлях розпочав у 2010 році в конотопській ДЮСШ, наступного року перейшов до академії київського «Динамо» (К). У 2013 році зіграв 22 поєдинки та відзначився 1 голом у юнацькій команді киян. У 2015 році дебютував у дорослому футболі в складі глухівського «Велетня», який виступав у чемпіонаті Сумської області. в обласному чемпіонаті виступав до 2016 року, за цей час зіграв 18 матчів та відзначився 4-а голами.
Наприкінці липня 2016 року перейшов до ПФК «Сум». У складі городян дебютував 24 липня 2016 року в нічийному (1:1) виїзному поєдинку 1-о туру першої ліги проти київського «Арсеналу». Богдан вийшов на поле в стартовому складі та відіграв увесь матч, а на 90+4-й хвилині отримав жовту картку. Єдиним м'ячем на професіональному рівні відзначився 3 вересня 2016 року на 24-й хвилині програного (1:5) виїзного поєдинку 7-о туру першої ліги проти маріупольського «Іллічівця». Душин вийшов у стартовому складі та відіграв увесь матч. У грудні 2016 року за згодою сторін контракт з півзахисником було розірвано. Проте вже наприкінці лютого 2017 року повернувся до Сум, де проходив перегляд у свого колишнього клубу, за результатами якого став повноцінним гравцем клубу. На початку липня 2017 року продовжив контракт із сум'янами.

## Кар'єра в збірній
2014 року був викликаний до табору юнацької збірної України (U-18) головним тренером команди Олександром Головко для участі в Меморіалі Гранаткіна в Санкт-Петербурзі.